# 恐懼虛空
《恐懼虛空》（英語：The Void）是一部2016年加拿大、英國和美國合拍的恐怖片，由史蒂芬·卡斯坦斯基和傑瑞米·吉萊斯皮執導和編劇。電影主演包括亞倫·普爾、丹尼爾·法特、愛倫·王、伊凡·史特恩、凱絲琳·門羅和肯尼斯·威爾士。該片2016年9月22日在奇幻電影節上首映，2017年4月7日在美國上映。《恐懼虛空》主要呈現了早期電影以實體道具和化妝來取代特效的手法。

## 劇情
故事敘述當警察卡特在一個荒涼的地方發現一個沾滿鮮血的男子後，卡特將他送往一間人手不足的醫院。但同時，一群蒙面的神秘人現身在醫院中，他們似乎與正在發生的離奇暴力事件有所關聯...

## 演員
- 亞倫·普爾（英语：Aaron Poole）飾演丹尼爾·卡特（Daniel Carter）
- 凱絲琳·門羅（英语：Kathleen Munroe）飾演艾莉森（Allison）
- 丹尼爾·法特（英语：Daniel Fathers）飾演老爹（The Father）
- 肯尼斯·威爾士飾演李察·鮑爾醫生（Dr. Richard Powell）
- 愛倫·王（英语：Ellen Wong）飾演金（Kim）
- 伊凡·史特恩飾演詹姆士（James）

## 製作
電影於2015年11月17日在加拿大拍攝。本片亦由2015年獲獎無數的電影《女巫》製片打造。

## 發行
《恐懼虛空》於2016年9月22日在奇幻電影節舉行首映會。這部電影於10月17日在加拿大多倫多暗黑影展首映。

## 評價
《恐懼虛空》獲得的評價多為正面。爛番茄基於46條評論，新鮮度74%，平均得分5.9／10。電影在Metacritic上獲得63分，代表「普遍好評」。多數影評人稱讚電影呈現了80年代低預算電影粉絲對於懷舊的興奮。
《Screen Daily》的金·紐曼將本片與導演以前的《Bio-Cop》、《26種死法2》和《激動戰士MAN勃哥》作對比，認為導演是「維持模仿、但淡化了幽默來嘗試深沉的懸念和洛式恐怖-以及令人難忘的可怕物理效果而不是CGI。」紐曼的結論是，電影是「提供了良好的震撼時刻和一個難以預測的情節， 即使有幾個重要關係被粗略地成立，稍微破壞了觀眾對於恐怖的投入。」

## 外部連結
- 互联网电影数据库（IMDb）上《恐懼虛空》的资料（英文）
- The Void （页面存档备份，存于） 在Indiegogo上